# Lithocarpus pseudoreinwardtii
Lithocarpus pseudoreinwardtii là một loài thực vật có hoa trong họ Cử. Loài này được A.Camus mô tả khoa học đầu tiên năm 1948.

## Hình ảnh

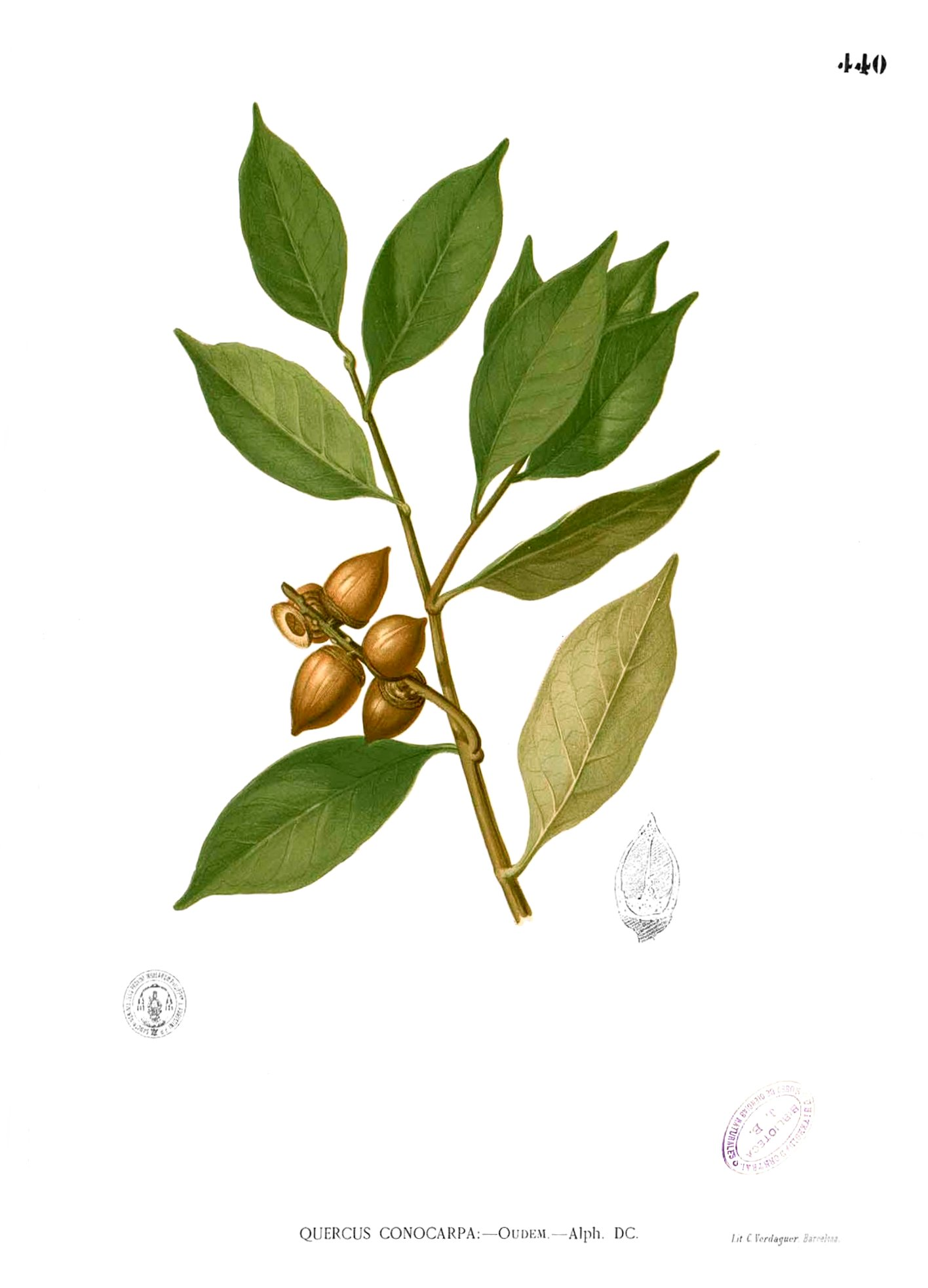
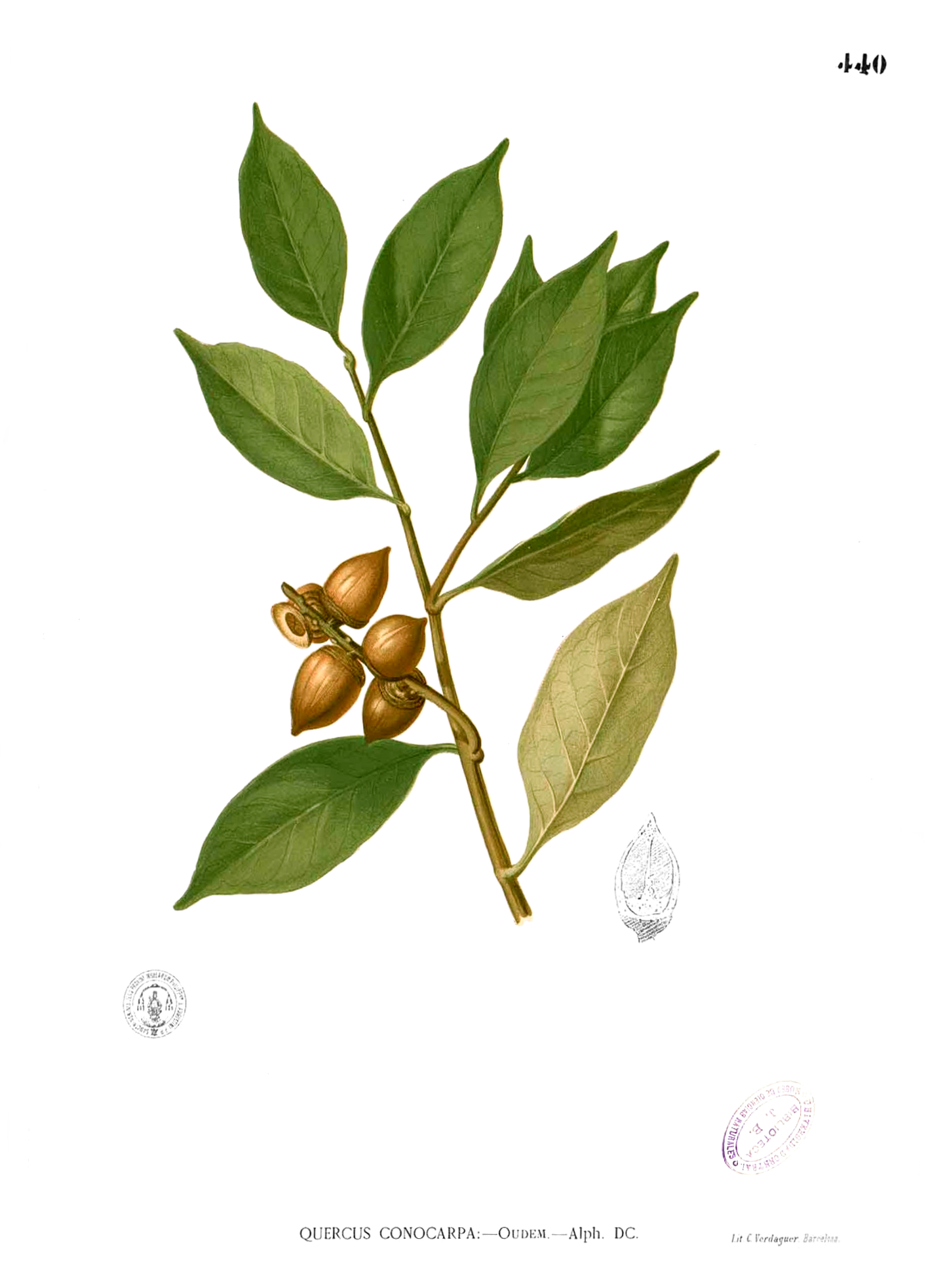